# Vacuna de Pfizer-BioNTech contra la COVID-19
La vacuna de Pfizer-BioNTech contra la COVID-19, cuyo nombre comercial es Comirnaty (DCI: Tozinamerán, de nombre en clave inicial BNT162b2), es una vacuna contra la COVID-19 basada en ARN mensajero. La empresa alemana de biotecnología BioNTech es la desarrolladora original de la tecnología de vacunas, mientras que la empresa farmacéutica estadounidense Pfizer es una de las socias de fabricación de BNT162b2.
Los ensayos clínicos de la vacuna comenzaron en abril de 2020. Seis meses más tarde, el 9 de noviembre de 2020, el análisis provisional de un ensayo de 43 538 participantes en la investigación, de los cuales 94 habían sido diagnosticados con la COVID-19, mostró que la vacuna poseía una eficacia superior al 91,3 % siete días después de la administración de la segunda dosis.
La vacuna se administra a través de inyección intramuscular. Está compuesta de ARN mensajero que codifica una forma mutada de la espícula del SARS-CoV-2. Esta se realiza en dos dosis, administradas con 21 días de diferencia recomendados. Este periodo se puede extender hasta 42 días después de la primera dosis. Los efectos secundarios más comunes incluyen dolores musculares y fiebre. En uno de cada 5 000 pacientes se han producido efectos secundarios de carácter severo, como reacciones alérgicas. Se trata de una de las vacunas más famosas existentes contra la COVID-19 que utilizan ARN mensajero, junto con la vacuna de Moderna. La vacuna ha de ser almacenada a muy baja temperatura, lo cual dificulta la logística de su distribución.
Se trata de la primera vacuna contra la COVID-19 en recibir autorización para su uso de emergencia en un país occidental. En diciembre de 2020, el Reino Unido se convirtió en el primer país en autorizar su uso, seguido de los Estados Unidos, la Unión Europea, y varios otros países a nivel mundial.
La compañía tenía como objetivo producir inicialmente 2000 millones de dosis en 2021. A finales de marzo de ese mismo año, se aumentó hasta 2500 millones.
Para octubre de 2021, Pfizer y BioNTech copaban 80% del mercado de vacunas COVID-19 en la Unión Europea y 74% en Estados Unidos.Esta vacuna se convirtió en el fármaco más vendido de la historia, ingresando 34.445 millones en 2021 y 35.405 millones el año siguiente.
En agosto de 2022, Moderna atacó a Pfizer y BioNTech por haber infringido algunas de sus patentes sobre ARN mensajero pero los demandados consiguieron revocar una de dichas patentes de Moderna.Pfizer y BioNTech también han sido atacadas por otras empresas farmacéuticas: Alnylam Pharmaceuticals, CureVac, Arbutus Biopharma, Genevant Sciences, Promosome y GSK.
En diciembre de 2023, el estado de Texas demandó a Pfizer por haber exagerado la eficacia de su vacuna.

## Usos clínicos
La vacuna se usa para dotar al vacunado de protección contra la infección por el virus SARS-CoV-2, que provoca la COVID-19. Esta se administra mediante una inyección en la parte superior del brazo (músculo deltoides), en dos dosis con un intervalo de al menos tres semanas entre cada una. Su uso está recomendado en mayores de 12 años de edad.

## Efectos adversos
El perfil de efecto secundario de la vacuna de BioNTech para la COVID-19 es similar al de otras vacunas para la población adulta. Durante el proceso de evaluación de los ensayos clínicos se dieron frecuentemente dolor e inflamación en la localización de la inyección, fatiga, dolor de cabeza, dolor muscular, escalofríos, dolor articular y fiebre. En la gran mayoría de los casos, los síntomas se resolvieron a los pocos días tras la administración. Es más común experimentar fiebre tras la segunda dosis.
Se han dado casos de anafilaxia en aproximadamente una vez de cada un millón de dosis administradas. Según un informe realizado por la agencia gubernamental estadounidense Centros para el Control y Prevención de Enfermedades, el 71 % de las reacciones alérgicas se produjeron en los quince minutos posteriores a la vacunación y frecuentemente (81 %) ocurrió en individuos con amplio historial de alergias o reacciones alérgicas. El 9 de diciembre de 2020, la Agencia Reguladora de Medicamentos y Productos Sanitarios (MHRA, por sus siglas en inglés) británica desaconsejó la administración de la vacuna a aquellos con un historial significativo de reacciones alérgicas. El 12 de diciembre, la agencia reguladora de referencia en Canadá secundó la misma recomendación, indicando que "las dos personas que experimentaron reacciones alérgicas severas en el Reino Unido poseían un historial de reacciones de anafilaxia y portaban inyecciones de adrenalina para su uso de emergencia. Ambas fueron tratadas y se han recuperado."
La Agencia Europea de Medicamentos publicó un informe el 4 de marzo de 2021 en el que concluyó que "los beneficios de la vacuna de BioNTech a la hora de prevenir la COVID-19 continúan superando con creces los riesgos", y mantuvo la recomendación de administrar la vacuna a cualquier grupo de edad. La EMA también añadió otros síntomas como picor, urticaria, y angiedema como efectos secundarios muy poco comunes que se pueden observar en la población vacunada.
A junio de 2022 se habían reportado efectos secundarios graves en una de cada 5 000 personas vacunadas.

## Ensayos clínicos y eficacia
Los ensayos de las fases I y II dieron comienzo en Alemania el 23 de abril de 2020, y en los EE. UU. el 4 de mayo de 2020, con cuatro candidatos a vacuna a testar. Los ensayos traniscionales de las fases II-III con la vacuna candidata «BNT162b2» dieron comienzo en julio de ese mismo año, y los resultados de la fase III fueron publicados el 18 de noviembre de 2020 y mostraban una eficacia del 95 %.
Los resultados preliminares de las fases I-II para esa misma candidata (BNT162b2) se publicaron en octubre de 2020, e indicaban que la vacuna era potencialmente eficaz y segura. Ese mismo mes, la Agencia Europea de Medicamentos dio comienzo a una revisión periódica de la vacuna.
El estudio en el que se basa la BNT162b2 es un ensayo clínico de fase continua en fase III. Se trata de un ensayo clínico aleatorizado con placebo a doble ciego, en el que se evaluaron, usando varios candidatos, el número de dosis y la eficacia, entre otras variables. Los resultados tempranos determinaron que dos de los candidatos iniciales eran seguros, y se determinó la dosis recomendada de los mismos. El estudio se expandió a mitad de 2020 para evaluar la eficacia y la seguridad de la BNT162b2 en un número mayor de participantes, incluyendo a miles de sujetos repartidos en diferentes países mediante la colaboración de Pfizer y Fosun.
La fase III del ensayo evalúa la seguridad, eficacia, tolerabilidad e inmunogenicidad de la BNT162b2 en relación con la administración de dos dosis separadas por 21 días en los grupos de edad de 12 a 15 años, de 16 a 55 años y por encima de 55 años. Para su aprobación en la Unión Europea, la EMA confirmó una eficacia general del 95 %. La EMA igualmente aclaró que la segunda dosis debe de ser administrada tres semanas tras la primera.
| Medida de evaluación de la eficacia                                                                                             | Eficacia de la vacuna (IC del 95 %) [%] |
| --- | --------------------------------------- |
| Tras la primera dosis y antes de la segunda                                                                                     | 52,4 (29,5-68,4)                        |
| ≥10 días tras la primera dosis y antes de la segunda                                                                            | 86,7 (68,6-95,4)                        |
| 7 días tras la segunda dosis | 90,5 (61,0-98,9)                        |
| ≥7 días tras la segunda dosis (sujetos sin evidencia de haber sido infectados ≥7 días de la administración de la segunda dosis) |                                         |
| Resultado general | 95,0 (90,0-97.9)                        |
| 16–55 años | 95,6 (89,4-98,6)                        |
| ≥55 años | 93,7 (80,6-98,8)                        |
| ≥65 años | 94,7 (66,7-99.9)                        |

La fase III del estudio, que se encuentra en progreso, comprende desde 2020 hasta 2022, y está diseñada para evaluar la capacidad de la BNT162b2 a la hora de prevenir la infección severa, así como la duración de la respuesta inmune. Se desconoce, sin embargo, la capacidad de prevenir la infección severa en niños, mujeres embarazadas o sujetos inmunodeprimidos, así como su capacidad para proporcionar una respuesta inmune adecuada en estos sujetos.
Un estudio publicado el 14 de marzo de 2021 afirmó que una sola dosis de la vacuna proporciona protección —es decir, que el sujeto es capaz de generar anticuerpos tras su administración— en un 93 % de los individuos mayores de 80 años.
El 31 de marzo de 2021, Pfizer y BioNTech anunciaron que los datos iniciales recogidos en un ensayo en fase III en niños entre 12 y 15 años de edad había demostrado una eficacia del 100 %, y que el ensayo en sujetos aun más jóvenes se encontraba en progreso.

### Eficacia ante las variantes
El 22 de mayo de 2021, un estudio preliminar realizado por Public Health England reveló que dos dosis de la vacuna ofrecen un 88 % de protección ante la variante hindú o delta (B.1.617.2), así como un 92 % ante la variante inglesa o alfa (B.1.1.7). Este estudio sería ampliado y publicado en julio de 2021 en la revista científica New England Journal of Medicine, confirmando los resultados afirmando que dos dosis de la vacuna ofrecen un 88 % de eficacia en la protección ante la enfermedad sintomática provocada por la variante Delta, y un 93,7 % para la variante alfa.

### Eficacia en menores de edad
Según una revisión de la Administración de Alimentos y Medicamentos estadounidense, la vacuna es eficaz en un 100 % a la hora de prevenir los síntomas de la COVID-19 en pacientes entre 12 y 15 años. La conclusión está basada en un estudio de 1983 sujetos en ese rango de edad. Asimismo, en otro ensayo clínico aleatorizado llevado a cabo en los EE. UU. con un tamaño de la muestra de 2260 sujetos de esa misma edad, se concluyó que la vacuna es segura, y los efectos secundarios derivados de su administración no son más severos que los hallados en sujetos adultos. El 28 de mayo de 2021, la EMA aprobó su uso en menores de entre 12 y 15 años, convirtiéndola en la primera vacuna que puede usarse en menores de 16 años en la Unión Europea. El 8 de junio de 2021 se confirmó que la farmacéutica ampliaría su ensayo clínico para incluir 4500 menores de 12 años con el objetivo de analizar la eficacia en ese grupo de edad.

## Historia
En enero de 2020, la pequeña empresa alemana de biotecnología BioNTech, con sede en Maguncia (Alemania) empezó a desarrollar una vacuna contra la COVID-19 basada en su tecnología de ARN mensajero y buscó un socio para su fabricación. En marzo alcanzó un acuerdo con la estadounidense Pfizer para ello.
En mayo de 2020, Pfizer comenzó a probar cuatro variaciones diferentes de la vacuna y planeó expandir los ensayos en humanos a miles de pacientes de prueba para septiembre de 2020. Al publicar los resultados, Pfizer dijo que "podrán administrar millones de dosis en el plazo del mes de octubre" y esperaba producir cientos de millones de dosis en 2021.
En julio de 2020, Pfizer y BioNTech anunciaron que dos de las cuatro candidatas a vacunas de ARNm de los socios habían ganado la designación de vía rápida de la Administración de Medicamentos y Alimentos (FDA) de los Estados Unidos. La compañía comenzó las pruebas de Fase III en la última semana de julio de 2020 en 30 000 personas. El gobierno de Estados Unidos pagó en esa fecha US$1950 millones para asegurarse los primeros 100 millones de dosis de la vacuna, una vez fuese aprobada en ese país, con derecho a comprar 500 millones más. El acuerdo de los Estados Unidos tenía un precio de dos dosis a US$39 y la compañía declaró que no bajaría las tarifas para otros países hasta que el brote ya no fuera una pandemia. El director ejecutivo de Pfizer defendió a finales de julio de 2020 que las empresas del sector privado que producen una vacuna deberían obtener beneficios.
En septiembre de 2020, Pfizer y BioNTech anunciaron que habían completado las conversaciones con la Comisión Europea para proporcionar 200 millones de dosis iniciales de vacuna a la Unión Europea, con la opción de suministrar otros 100 millones de dosis en una fecha posterior.
En octubre de 2020, Pfizer informó que comenzaría a probar su vacuna contra el coronavirus en niños de hasta 12 años con la aprobación de la FDA en los Estados Unidos. Este sería el primer ensayo de vacuna contra el coronavirus en los Estados Unidos que incluye a niños.
El 9 de noviembre de 2020, la empresa informó públicamente que la vacuna era «más del 90 por ciento efectiva en la prevención de la enfermedad entre los voluntarios del ensayo que no tenían evidencia de infección previa de coronavirus». El 8 de diciembre siguiente, Margaret Keenan, una mujer de 90 años se convirtió en la primera persona en el mundo en recibir la vacuna contra la COVID-19 en el Reino Unido, primer país en autorizar el uso de la vacuna una semana antes.
El 10 de diciembre siguiente, la FDA recomendó la aprobación de la vacuna para su uso en los Estados Unidos. Así mismo, Canadá se convirtió en el tercer país del mundo en autorizar el uso de la vacuna de BioNTech. Un día después, México y los Estados Unidos se convirtieron en el quinto y sexto país en autorizar el uso de la vacuna de BioNTech. El 15 de diciembre, el Ecuador a través del Ministerio de Salud aprobó la vacuna de BioNTech, con la cual preveía vacunar al 60 % de la población.
En Europa, la aprobación de emergencia de la vacuna de Biontech se llevó a cabo el 21 de diciembre de 2020 para empezar a administrarla a partir del 24 o 25 de diciembre de 2020, tras adelantar la fecha de autorización por presiones de varios países de la Unión Europea. En enero de 2021, la presidenta de la Comisión Europea, Ursula von der Leyen, entabló negociaciones con el presidente de Pfizer para un mega-contrato por 1800 millones de dosis a entregar hasta 2023.
Según el Bureau of Investigative Journalism, en las negociaciones con gobiernos nacionales como los de Argentina, Brasil y Sudáfrica Pfizer exigió inmunidad contra toda reclamación económica y pidió bienes públicos como garantía contra costes legales futuros. El gobierno de Brasil llegó a retirarse de las negociaciones pero unos meses después finalmente firmó un contrato por 100 millones de dosis. Para octubre de 2021 la mayoría de los contratos firmados entre Pfizer y gobiernos seguían siendo secretos.
El 23 de agosto de 2021 Comirnaty recibió aprobación completa por la FDA en individuos de 16 años o más; Siendo esta la primera vacuna del mundo contra COVID-19 en ser completamente aprobada por una agencia de medicamentos.
El 11 de octubre de 2022, la presidenta de mercados internacionales de Pfizer, Janine Small, reconoció ante el Parlamento Europeo que la vacuna que comercializaron Pfizer y BioNTech no fue probada en contra de la transmisión de COVID-19.

## Impacto económico
En marzo de 2020, BioNTech formó una alianza de 135 millones de dólares con Fosun Pharmaceutical de Shanghái para el desarrollo y marketing de BNT162b2 en China. Poco después firmó un acuerdo con Pfizer por el que la empresa estadounidense se encargaría de la comercialización en todo el mundo (excepto en China, Alemania y Turquía) llevándose por ello la mitad de los beneficios.
En septiembre de 2020, el gobierno alemán otorgó a BioNTech 375 millones de euros ($ 445 millones) para su programa de desarrollo de la vacuna contra la COVID-19. BioNTech también había recibido 100 millones de euros ($ 119 millones) de subvención de la Comisión Europea y el Banco Europeo de Inversiones a mediados de 2020.
Contrariamente a otros fabricantes de vacunas COVID-19 como AstraZeneca y Johnson & Johnson, Pfizer nunca se planteó vender su vacuna a precio de coste. Albert Bourla, director ejecutivo de Pfizer rechazó recibir subvenciones de la operación Warp Speed del gobierno de los Estados Unidos para el desarrollo de la vacuna «porque quería liberar a nuestros científicos de cualquier burocracia que conlleva tener que dar informes y acordar cómo vamos a gastar el dinero en paralelo o juntos, etc.» (aunque Pfizer llegó a un acuerdo con los Estados Unidos y la operación Warp Speed sobre la eventual distribución de la vacuna, al igual que con otros países). Esto le dio a Bourla más libertad para fijar el precio del producto, por el que inicialmente pidió 100 dólares la dosis para finalmente venderla en Estados Unidos a 19,5 dólares la dosis.
El contrato negociado por la Comisión Europea paga las dosis a un precio mayor que el estadounidense: 19,5 euros (un euro valía en 2021 en torno a 1,2 dólares) a pesar de compar un mayor número de dosis que Estados Unidos. Posteriormente, Pfizer aumentó el precio de las dosis para Estados Unidos y Reino Unido hasta el nivel europeo. Brasil ha comprado sus dosis a 10 dólares la unidad.
Solo en los nueve primeros meses de 2021, Pfizer ingresó 24 300 millones de dólares con la venta de vacunas contra la covid. Menos del 1% de las dosis fueron enviadas a países desfavorecidos económicamente, a precios de entre 6,75 y 11 dólares la dosis. El hecho de que la vacuna BNT162b2, inventada por la empresa alemana BioNTech, sea conocida universalmente como la "vacuna Pfizer" ha sido calificado de "el mayor golpe de marketing de la historia de la industria farmacéutica".
Por parte de BioNTech, se estima que esta vacuna le ha reportado más de diez mil millones de euros de beneficio en 2021 y a Maguncia, la ciudad donde tiene su sede, unos ingresos fiscales extraordinarios de hasta mil millones de euros.
En junio de 2022, trascendió que los gobiernos de la Unión Europea estaban presionando a Pfizer para renegociar su contrato de suministro, tras haber comprado millones de dosis de vacunas que finalmente no serían necesarias.

## Tecnología y fabricación
La tecnología de BioNTech para la vacuna candidata, BNT162b2, se basa en el uso de ARN mensajero (ARNm) que codifica parte de la proteína de la espícula que se encuentra en la superficie del SARS-CoV-2, virus causal de la COVID-19; dando como resultado la activación de una respuesta inmune contra la infección por la proteína del virus. El ARNm está encapsulado en nanopartículas lipídicas. La versión mutada de la proteína de pico contiene dos sustituciones de prolina (denominadas "2P") que hacen que adopte una forma que estimula los anticuerpos neutralizantes. La vacuna candidata, BNT162b2, fue elegida como la más prometedora entre otras con tecnología similar desarrollada por BioNTech.
La vacuna se produce en nueve fábricas propiedad de Pfizer y BioNTech, principalmente en Kalamazoo (Míchigan, EE. UU.) y Puurs (Bélgica), así como en 20 fábricas subcontratadas.
Inicialmente, el proceso de fabricación llevaba 110 días y Pfizer estimaba ser capaz de producir dos mil millones de dosis al año. Para octubre de 2021, gracias a mejoras de ingeniería, la duración del proceso había sido reducida a 31 días y la capacidad anual aumentada a unos cuatro mil millones de dosis.

## Almacenamiento y logística
La vacuna se distribuye en viales que, una vez diluidos, contienen 2.25 ml de vacuna (0.45 ml congelados más 1.8 ml de dilución). Según la información de referencia, cada vial contiene cinco dosis de 0.3 ml cada una. Sin embargo, el volumen sobrante puede usarse para aplicar una, o incluso dos dosis adicionales. Para la extracción de estas se recomienda el uso de jeringas de volumen muerto bajo; y las dosis parciales dentro de un vial deberían descartarse. A fecha de enero de 2021, cada vial contenía seis dosis.
La vacuna debe almacenarse a temperaturas entre -80 y -60 °C hasta cinco días antes de la vacunación, durante los cuales se puede guardar a un rango de temperatura entre los 2 y los 8 °C; y en temperatura ambiente (<30 °C) hasta dos horas antes de la administración. En febrero de 2021, la Administración de Alimentos y Medicamentos de Estados Unidos (FDA) presentó nuevos datos que avalaban la estabilidad de la vacuna a una temperatura entre -25 y -15 °C durante dos semanas antes de su uso.
La necesidad de presentar una cadena de frío con capacidad de ultrarefrigerado supone una limitación para su transporte y distribución respecto a la vacuna de mecanismo similar desarrollada por Moderna. Algunos países, como Indonesia e India han declarado no disponer de la capacidad logística para emplear la vacuna de BioNTech.

## Desinformación
Alrededor de mayo de 2021 circularon videos en redes sociales, como TikTok o Facebook, en los que se mostraba a personas con objetos metálicos pegados al brazo después de recibir la dosis de la vacuna de BioNTech, con el objetivo de promulgar la teoría de la conspiración de que las vacunas contienen microchips. Sin embargo, estos videos serían posteriormente desacreditados.